# Lariscus niobe
Lariscus niobe — вид гризунів родини Sciuridae. Він є ендемічним для гір західної Суматри та східної Яви в Індонезії. Його природним середовищем існування є субтропічні або тропічні сухі ліси.

## Спосіб життя
Інформація про спосіб життя відсутня. Він зустрічається в первинних лісах, а також у вторинних насадженнях та чагарниках і живе переважно на землі.

## Характеристики
Довжина голови й тулуба становить приблизно від 18,9 до 19,5 сантиметрів. Хвіст має довжину від 8,5 до 9 сантиметрів, що робить його значно коротшим за решту тіла. Це найтемніший вид роду, з темно-коричневим хутром на спині, де чорні смуги ледь помітні. Низ трохи світліший. Хвіст короткий з нечіткою чорною або строкато-чорною смугою знизу.